# Kabhi Haan Kabhi Naa – Sie liebt mich, sie liebt mich nicht
Kabhi haan kabhi naa – Sie liebt mich, sie liebt mich nicht (Übersetzung: Manchmal ja, manchmal nein) ist ein Film von Regisseur Kundan Shah, gedreht im Jahr 1993 und eine indische Filmproduktion.

## Handlung
Sunil hat nur eine Leidenschaft – Live-Musik. Er selbst spielt Trompete. Sein Vater will ihn nach seinem College-Abschluss, in einer Auto-Werkstatt beschäftigen doch Sunil hat andere Pläne. Wieder einmal ist er durch das Examen gefallen, doch mit einer sich unerwartet ergebenden List, kann er seinen Vater täuschen. Er hat mit seinen Freunden eine Musikgruppe gegründet und die suchen einen Durchbruch in Chinatown – einem raffinierten, aber auch berüchtigten, Club in the City.
Sunils einzige andere Leidenschaft ist Anna die weibliche Frontsängerin der Band, in die sich Sunil verliebt hat. Doch auch Chris der Gitarrist der Band ist in sie verliebt und Sunil weiß das. Er tut sein Bestes um Chris von Anna fernzuhalten und in einem verzweifelten Moment Annas Herz zu gewinnen. Er schafft erfolgreich ein Missverständnis zwischen Chris und Anna. Doch sein Erfolg ist kurz, denn Anna erfährt bald die Wahrheit über das Geschehen und ist schockiert über Sunils Dreistigkeit.
Nachdem Sunil aus der Band rausgeworfen wurde, erfährt er durch Zufall, dass die Gruppe ein Konzert im Chinatown geben sollen, einem Lokal mit zweifelhaftem Charakter und Treffpunkt der kriminellen Unterwelt der Stadt. Durch sein beherztes Eingreifen gelingt der Auftritt und Anna verzeiht ihm. Er darf in die Band zurück. Doch sein Vater will ihn verstoßen, nachdem er erfährt, dass dieser ihm ein falsches Examen vorgelegt hat und in Wirklichkeit wieder nicht bestanden hat. Nur durch viel Fürsprache des Pfarrers, kann sein Vater umgestimmt werden.
Die Geschichte nimmt eine weitere Wende, als Sunils' Eltern beschließen, ihren Sohn mit einem reichen Mädchen ihrer Wahl zu verheiraten. Daraufhin wird die Heirat zwischen Sunil und Anna festgelegt. Sunil ist überglücklich, wird aber Zeuge einer Unterhaltung zwischen Anna und Chris. Aus Liebe zu Anna verzichtet er auf die Heirat und wird sogar ihr Trauzeuge. Dennoch bekümmert verlässt er die Feiernden und setzt sich an den Straßenrand. Dort spricht ihn ein hübsches Mädchen (Juhi Chawla) an, das ihn nach dem Weg fragt. Da sie aus seiner Wegbeschreibung nicht schlau wird, begleitet er sie zu ihrem Ziel und sie verschwinden in der Nacht.

## Kritik
Bei Videoworld.de urteilen die Kritiker: „Shahrukh Khan stand noch am Anfang seiner Karriere, als er 1994 in seiner Paraderolle, dem charmanten Nichtsnutz, allen Co-Stars die Show stahl in dieser kaum sonderlich originellen, stets aber schwungvollen und heiteren Romantikkomödie und musikalischen Dreiecksgeschichte aus der Regiewerkstatt von Kundan Shah ("Jaane Bhi Do Yaaro"). Opulente Musicalszenen und diverse Slapstick-Intermezzi untermalen störungsfrei eine gutgelaunte, auf 150 Minuten geradezu westlich kurz geratene Realitätsflucht für Romanterkerinnen aller Altersklassen.“

## Auszeichnungen
- Filmfare Award Bester Darsteller (Shah Rukh Khan)